# Raffaele Cadorna (1815-1897)
Raffaele Alessandro Cadorna (Milano, 9 febbraio 1815 – Torino, 6 febbraio 1897) è stato un generale e politico italiano.
Fu al servizio prima del Regno di Sardegna e poi del Regno d'Italia.
Il figlio Luigi fu capo di stato maggiore del Regio Esercito nel corso della prima guerra mondiale.

L'omonimo nipote Raffaele fu il comandante del Corpo Volontari della Libertà durante la Resistenza italiana.

## Biografia
Discendente da antica e nobile famiglia di Pallanza, fu fin da giovanissimo avviato dal padre Luigi all'arte militare. Gli era fratello maggiore Carlo, ministro sotto Carlo Alberto e presidente del Consiglio di Stato sotto Vittorio Emanuele II e figlio il Maresciallo d'Italia Luigi Cadorna. Il padre aveva lasciato il Piemonte rifugiandosi a Milano in seguito alla presa della regione da parte dei francesi; la madre, sposata da Luigi a Milano nel 1808, era Virginia dei marchesi Bossi, sorella del patriota Benigno.
Inviato nel 1825, a dieci anni, all'Accademia militare di Torino, ne fu espulso per indisciplina, poi reintegrato e poi nuovamente espulso; grazie al padre fu quindi ammesso il 13 luglio 1833 nel 1º reggimento della Brigata Savoia con il grado di soldato distinto (una sorta di cadetto), l'anno dopo venne nominato sottotenente di brigata a Pinerolo e, dopo una lunga gavetta militare, nel 1846 divenne capitano e nel 1848 fu maggiore dell'esercito regio.
Con questa carica prese parte alla prima guerra di indipendenza (1848-1849). Il 12 marzo 1849, su incarico di Carlo Alberto, recò al feldmaresciallo Radetzky a Milano la denuncia dell'armistizio di Salasco.
Dopo la tragica sconfitta di Novara, Cadorna ottenne di potersi aggregare alla spedizione che, nel quadro della conquista dell'Algeria, i francesi condussero in Cabilia nel 1851, dove si distinse ottenendo la nomina a cavaliere della Legione d'Onore.  Ottenne notevole popolarità a corte dopo la sua partecipazione alla guerra di Crimea (1855-1856) e soprattutto alla seconda guerra di indipendenza (1859-1861), nella quale si distinse nella battaglia di San Martino, in cui conquistò il grado di tenente colonnello.
Comandante militare nel 1860 prima durante la campagna piemontese in Italia centrale e poi nelle appena conquistate Sicilia e Abruzzo, si adoperò con durezza nel tentativo di arginare il fenomeno del brigantaggio postunitario. Venendo così a scemare il brigantaggio nel 1865, l'anno successivo prese parte alla Terza guerra d'indipendenza, durante la quale il corpo d'armata da lui comandato avanzò in Veneto e Friuli; l'avanguardia delle sue forze si scontrò nella battaglia di Versa contro gli austriaci, ultimo fatto d'arme della guerra. Fu a capo delle truppe inviate nel 1866 a Palermo a sedare la cosiddetta rivolta del sette e mezzo (ebbe infatti a durare dalla sera di sabato 15 settembre al pomeriggio del sabato successivo). La rivolta palermitana fu domata dalla Marina del regno, dopo un feroce cannoneggiamento dal mare durato quattro giorni. Le vittime furono numerosissime. Nel 1869 ottenne da Menabrea pieni poteri per reprimere le rivolte scoppiate in tutta Italia a seguito dell'introduzione della tassa sul macinato e nel 1870 guidò il V Corpo d'armata alla presa di Roma.
Eletto deputato e, in seguito, nominato senatore nel 1871, nel 1873 fu comandante del Corpo d'armata a Torino, ma si ritirò da tale carica nel 1877, al fine di dedicarsi esclusivamente alla politica. Parlamentare di destra, fu negli ultimi anni della sua vita un acerrimo rivale della Sinistra storica e del garibaldinismo, nonostante fosse affiancato da un suo ex generale (Nino Bixio).

## Araldica
| Stemma | Descrizione            | Blasonatura |
| \| \|  | Raffaele Cadorna Conte | D'oro al castello di rosso, merlato alla ghibellina, aperto e finestrato di nero, sormontato da un'aquila coronata, di nero. Ornamenti esteriori da conte cavaliere della Santissima Annunziata. |
|        |                        | |

## Ascendenza
|                                          |                         |                                 | Genitori             |  |  | Nonni |  |  | Bisnonni                  |  |  | Trisnonni     |  |
|                                          |                         |                                 |                      |  |  |       |  |  | Giovanni Battista Cadorna |  |  | Carlo Cadorna |  |
|                                          |                         |                                 |                      |  |  |       |  |  | Giovanni Battista Cadorna |  |  | Carlo Cadorna |  |
|                                          |                         | Giulia Felice Franci            |                      |  |  |       |  |  | Giovanni Battista Cadorna |  |  |               |  |
| Carlo Zaccaria Giovanni Battista Cadorna |                         |                                 |                      |  |  |       |  |  | Giovanni Battista Cadorna |  |  |               |  |
|                                          |                         | Francesca Bianchini             | Michele Bianchini    |  |  |       |  |  |                           |  |  |               |  |
|                                          |                         | Francesca Bianchini             | Michele Bianchini    |  |  |       |  |  |                           |  |  |               |  |
|                                          |                         | Francesca Bianchini             | …                    |  |  |       |  |  |                           |  |  |               |  |
| Luigi Cadorna                            |                         | Francesca Bianchini             |                      |  |  |       |  |  |                           |  |  |               |  |
|                                          |                         | …                               | Michele Bianchini    |  |  |       |  |  |                           |  |  |               |  |
|                                          |                         | …                               | Michele Bianchini    |  |  |       |  |  |                           |  |  |               |  |
|                                          |                         | …                               | …                    |  |  |       |  |  |                           |  |  |               |  |
| Laura Bianchini                          |                         | …                               |                      |  |  |       |  |  |                           |  |  |               |  |
|                                          |                         | …                               | …                    |  |  |       |  |  |                           |  |  |               |  |
|                                          |                         | …                               | …                    |  |  |       |  |  |                           |  |  |               |  |
|                                          |                         | …                               | …                    |  |  |       |  |  |                           |  |  |               |  |
| Raffaele Cadorna                         |                         | …                               |                      |  |  |       |  |  |                           |  |  |               |  |
|                                          | Galeazzo Bossi di Musso | Fabrizio Benigno Bossi di Musso |                      |  |  |       |  |  |                           |  |  |               |  |
|                                          | Galeazzo Bossi di Musso | Fabrizio Benigno Bossi di Musso |                      |  |  |       |  |  |                           |  |  |               |  |
|                                          | Galeazzo Bossi di Musso | Silvia Fossano                  |                      |  |  |       |  |  |                           |  |  |               |  |
| Giovanni Bossi di Musso                  | Galeazzo Bossi di Musso |                                 |                      |  |  |       |  |  |                           |  |  |               |  |
|                                          |                         | Eleonora Della Porta            | Giovanni Della Porta |  |  |       |  |  |                           |  |  |               |  |
|                                          |                         | Eleonora Della Porta            | Giovanni Della Porta |  |  |       |  |  |                           |  |  |               |  |
|                                          |                         | Eleonora Della Porta            | Virginia Calderari   |  |  |       |  |  |                           |  |  |               |  |
| Virginia Bossi di Musso                  |                         | Eleonora Della Porta            |                      |  |  |       |  |  |                           |  |  |               |  |
|                                          |                         | Carlo Rossini                   | …                    |  |  |       |  |  |                           |  |  |               |  |
|                                          |                         | Carlo Rossini                   | …                    |  |  |       |  |  |                           |  |  |               |  |
|                                          |                         | Carlo Rossini                   | …                    |  |  |       |  |  |                           |  |  |               |  |
| Clara Rossini                            |                         | Carlo Rossini                   |                      |  |  |       |  |  |                           |  |  |               |  |
|                                          |                         | Bellasio                        | …                    |  |  |       |  |  |                           |  |  |               |  |
|                                          |                         | Bellasio                        | …                    |  |  |       |  |  |                           |  |  |               |  |
|                                          |                         | Bellasio                        | …                    |  |  |       |  |  |                           |  |  |               |  |
|                                          |                         | Bellasio                        |                      |  |  |       |  |  |                           |  |  |               |  |